# 天鵝座V380
天鵝座V380，又名BD+40 3902，HD 187879、SAO 48892、HR 7567，是天鵝座的一颗恒星，视星等为5.69，位于銀經75.22，銀緯7.13，其B1900.0坐标为赤經19h 47m 11.3s，赤緯+40° 7.13′ 43″。